# Cebaara
Le cebaara, aussi appelé sénoufo-senanri, tyembara ou tyébara, est une langue sénoufo parlée en Côte d’Ivoire.

## Écriture
| a  | aa | aan | an | b   | bw  | by  | c   | d  | dy |
| e  | ee | ɛ   | ɛɛ | ɛɛn | ɛn  | f   | fw  | fy | g  |
| gb | gm | gw  | h  | i   | ii  | iin | in  | j  | k  |
| km | kp | kw  | ʔ  | l   | m   | my  | n   | ny | ŋ  |
| o  | oo | ɔ   | ɔn | ɔɔ  | ɔɔn | p   | pw  | py | r  |
| s  | sy | t   | ty | u   | un  | uu  | uun | v  | vw |
| vy | w  | y   | z  | zy  |     |     |     |    |    |

Les tons sont indiqués sur la première syllabe, mais pour les tons mélodiques ou dans certains cas ambigus les tons sont indiqués sur d’autres syllabes.
| ton        | notation                    | signe (sur a) | exemple | traduction            |
| ---------- | --------------------------- | ------------- | ------- | --------------------- |
| haut       | accent aigu                 | á             | káa     | manger (de la viande) |
| moyen      | sans accent                 | a             | taa     | avoir                 |
| moyen      | macron                      | ā             | sárigā  | abeilles              |
| montant    | accent antiflexe            | ǎ             | kěgi    | le village            |
| montant    | accents grave et aigu       | àá            | nàá     | maman                 |
| montant    | accent grave et macron      | àā            | bèēo    | araignée              |
| descendant | sans accent et accent grave | aà            | naà     | feu                   |